# Saint-Martin-de-Mailloc
Saint-Martin-de-Mailloc ist eine französische Gemeinde mit 999 Einwohnern (Stand 1. Januar 2022) im Département Calvados in der Region Normandie. Sie gehört  zum Kanton Mézidon Vallée d’Auge und zum Arrondissement Lisieux. 

## Lage
Sie grenzt im Norden an Le Mesnil-Guillaume, im Nordosten an Saint-Denis-de-Mailloc, im Südosten an Valorbiquet, im Südwesten an Prêtreville und im Westen an Saint-Jean-de-Livet. 

## Bevölkerungsentwicklung
| Jahr      | 1962 | 1968 | 1975 | 1982 | 1990 | 1999 | 2008 | 2018 |
| --------- | ---- | ---- | ---- | ---- | ---- | ---- | ---- | ---- |
| Einwohner | 429  | 335  | 419  | 593  | 711  | 659  | 860  | 912  |

## Sehenswürdigkeiten
- Kriegerdenkmal
- Fachwerk-Herrenhaus Manoir de la Masselinée, Monument historique
- Kirche Saint-Martin

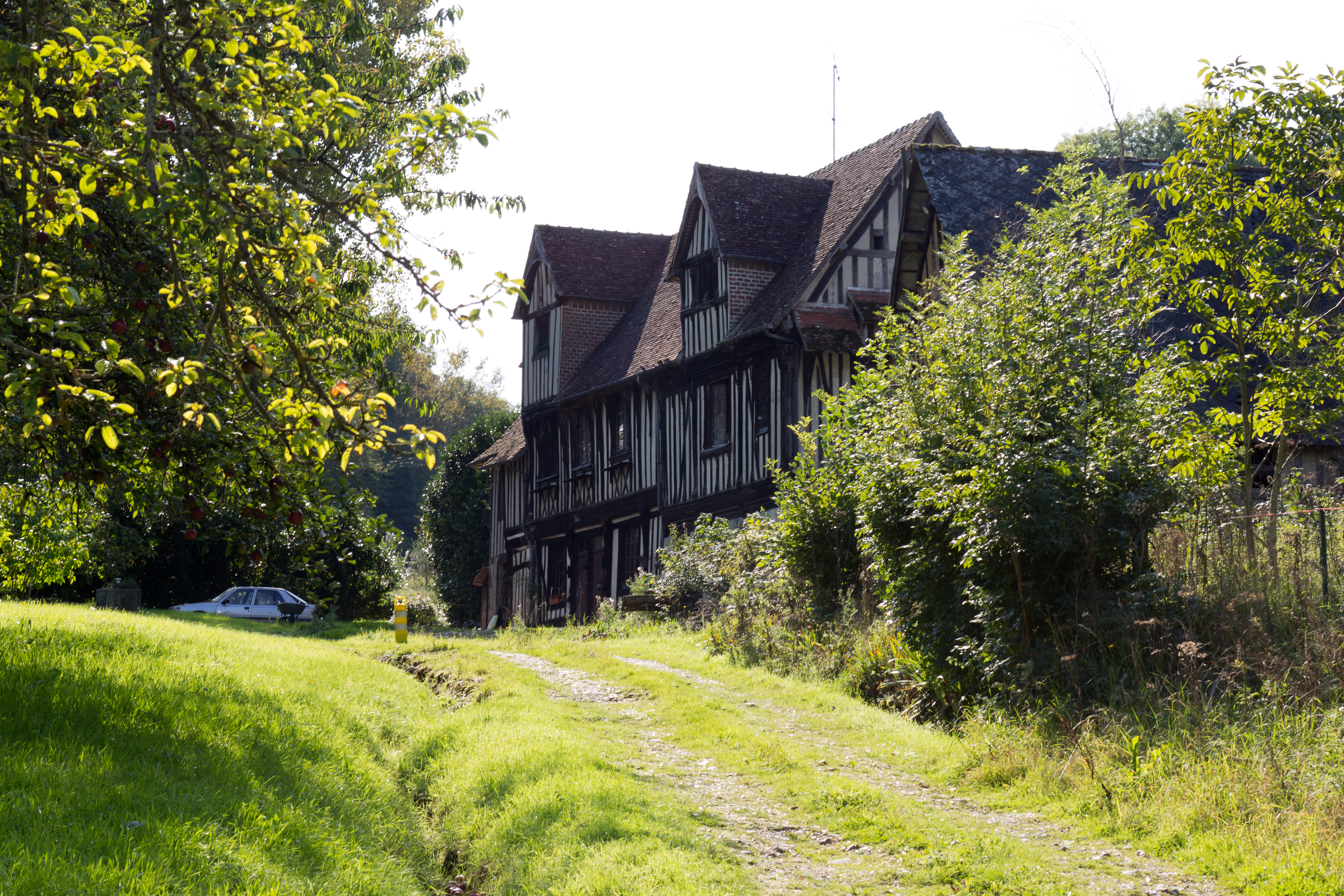
Manoir de la Masselinée
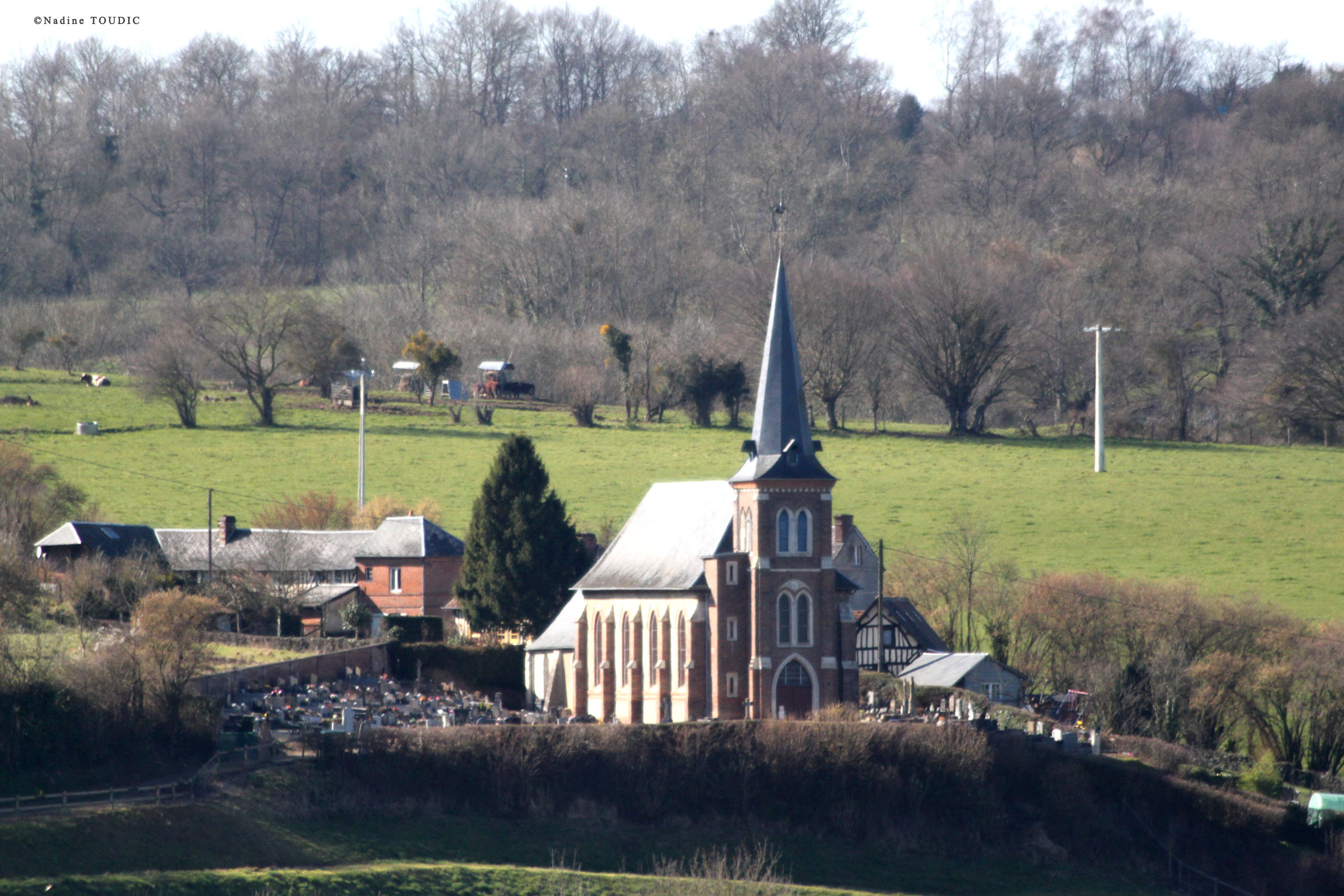
Kirche Saint-Martin